# Whirlpool (1934)
Whirlpool is een Amerikaanse pre-Code dramafilm uit 1934 onder regie van Roy William Neill met in de hoofdrollen Jack Holt, Jean Arthur en Donald Cook. Destijds werd de film in Nederland uitgebracht onder de titel In de draaikolk des levens.

## Verhaal
Buck Rankin (Jack Holt) is een louche kermiseigenaar die verliefd wordt op Helen (Lila Lee). Hij besluit om zijn leven te beteren en de kermis te verkopen, maar tijdens een gevecht op de kermis doodt hij per ongeluk een man en wordt hij veroordeeld tot 20 jaar gevangenisstraf. Acht maanden later vertelt Helen hem in de gevangenis dat ze zwanger is van zijn kind en weigert ze op zijn vraag in te gaan om van hem te scheiden.
Voor het welzijn van zijn vrouw en kind besluit Rankin daarom zijn eigen dood in scène te zetten. Nadat hij een medegevangene ziet verdrinken in de dodelijke draaikolk (Engels: Whirlpool) rond de gevangenis, vervalst hij een brief aan Helen op het briefpapier van de gevangenis waarin hij haar informeert dat Rankin gestorven is tijdens een ontsnappingspoging en dat zijn lichaam niet is gevonden.
Vele jaren later wordt Rankin vrijgelaten uit de gevangenis. Hij neemt de alias Duke Sheldon aan en samen met zijn kermispartner Mac vergaart hij fortuin met gokken dankzij de vaardigheden die hij leerde tijdens zijn gevangenschap. Helen is inmiddels getrouwd met rechter Jim Morrison en Sandy (Jean Arthur), de dochter van Rankin en Helen, is een journaliste die verloofd is met collega-verslaggever Bob Andrews. Ze weet echter niets van het bestaan van haar vader.
Sandy krijgt de opdracht om een verhaal over Duke te schrijven en herkent hem als haar vader op een oude foto die Helen heeft bewaard. Ze vertelt hem dat ze zijn dochter is, en de stoere Duke smelt. Ze worden onafscheidelijk en brengen zoveel mogelijk tijd samen door. Sandy's voortdurende late nachten en mysterieuze afspraakjes een onbekende man baren haar moeder en verloofde echter grote zorgen.
Ondanks dat hij zich onopvallend heeft gehouden, wordt van Duke verwacht dat hij komt getuigen op het proces van een collega-gangster, wat een schandaal zal veroorzaken voor Helen, die onbedoeld schuldig is aan bigamie omdat zij en Buck Rankin nooit officieel gescheiden zijn.
Duke weigert te getuigen. De advocaat van de gangster zet hem onder druk en dreigt ermee om Dukes smerige verleden als Buck Rankin aan de wachtende reporters te vertellen. Tijdens een handgemeen tussen Duke en de advocaat gaat een pistool af, waarbij de advocaat wordt gedood. De verslaggevers proberen het kantoor van Duke binnen te dringen, maar voor ze daar in slagen brengt Duke Sandy, Bob en Mac in veiligheid en richt het pistool vervolgens op zichzelf zodat het geheim van zijn vorige leven voor altijd verborgen blijft.

## Rolverdeling
| Acteur            | Personage                  |
| ----------------- | -------------------------- |
| Jack Holt         | Buck Rankin / Duke Sheldon |
| Jean Arthur       | Sandy                      |
| Donald Cook       | Bob Andrews                |
| Allen Jenkins     | Mac                        |
| Lila Lee          | Helen Rankin Morrison      |
| John Miljan       | Barney Gaige               |
| Rita La Roy       | Thelma                     |
| Oscar Apfel       | Newspaper Editor           |
| Willard Robertson | Judge Jim Morrison         |
| Ward Bond         | Farley                     |

## Ontvangst
Whirlpool kreeg uitstekende recensies. Jack Holt was een gevestigde waarde in Hollywood als de stoere hoofdrolspeler van actiefilms, terwijl Jean Arthur een nieuw gezicht was bij Columbia Pictures. Critici loofden Arthurs oprechtheid en sympathie en verwonderden zich over Holts vertoning van tederheid en medeleven die nog nooit eerder was gezien in zijn ruige melodrama's.